# Distrikt El Agustino
Der Distrikt El Agustino ist einer der 43 Stadtbezirke der Region Lima Metropolitana in Peru. Er besitzt eine Fläche von 12,54 km². Beim Zensus 2017 wurden 198.862 Einwohner gezählt. Im Jahr 1993 lag die Einwohnerzahl bei 154.028, im Jahr 2007 bei 180.262. Der Distrikt wurde am 6. Januar 1965 gegründet. Die Distriktverwaltung liegt auf einer Höhe von 197 m.

## Geographische Lage
Der Distrikt El Agustino liegt südlich des Río Rímac östlich des Stadtzentrums von Lima. Er grenzt im Norden an den Distrikt San Juan de Lurigancho, im Osten an die Distrikte Ate und Santa Anita, im Süden an den Distrikt San Luis sowie im Westen an den Distrikt Lima (Cercado de Lima).